# Lycoris squamigera
Lycoris squamigera es una especie herbácea, perenne y bulbosa nativa de Asia y perteneciente a la familia de las Amarilidáceas. Se la utiliza como ornamental en muchas partes del mundo por sus flores de color magenta y sus tépalos de márgenes ondulados.

## Distribución
Es originaria del sudeste de China y centro y sur de Japón.

## Descripción
Las hojas, que aparecen en el otoño y se renuevan en la primavera, tienen 20 a 30 cm de longitud y 20 a 25 mm de ancho. Las flores, de 8 a 10 cm de largo y de color magenta, se disponen en umbelas de 4 a 8 miembros en los ejemplares silvestres y de hasta 12 flores en las plantas cultivadas. El tubo del perigonio tiene 2 cm de longitud.
Aparentemente esta especie es un alotriploide estéril, producto de la cruza entre lycoris sprengeri y licorys straminea.

## Taxonomía
Lycoris squamigera fue descrita por  Carl Maximowicz y publicado en Botanische Jahrbücher für Systematik, Pflanzengeschichte und Pflanzengeographie 6: 79–80. 1885.
Sinonimia
- Hippeastrum squamigerum (Maxim.) H.Lév. (1905).
- Amaryllis hallii Baker (1897).[1]